# Tour of Britain 2004
Il Tour of Britain 2004, prima edizione della corsa, si svolse dal 1º al 5 settembre 2004 su un percorso di 803 km ripartiti in 5 tappe, con partenza da Manchester e arrivo a Londra. Fu vinto dal colombiano Mauricio Ardila della Chocolade Jacques-Wincor Nixdorf davanti al neozelandese Julian Dean e al belga Nick Nuyens.

## Tappe
| Tappa  | Data         | Percorso                | km   | Vincitore di tappa | Leader cl. generale |
| ------ | ------------ | ----------------------- | ---- | ------------------ | ------------------- |
| 1ª     | 1º settembre | Manchester > Manchester | 207  | Stefano Zanini     | Stefano Zanini      |
| 2ª     | 2 settembre  | Leeds > Sheffield       | 172  | Mauricio Ardila    | Mauricio Ardila     |
| 3ª     | 3 settembre  | Bakewell > Nottingham   | 192  | Tom Boonen         | Mauricio Ardila     |
| 4ª     | 4 settembre  | Newport > Newport       | 160  | Mauricio Ardila    | Mauricio Ardila     |
| 5ª     | 5 settembre  | Londra > Londra         | 72,5 | Enrico Degano      | Mauricio Ardila     |
| Totale | Totale       | Totale                  | 803  |                    |                     |

## Dettagli delle tappe

### 1ª tappa
- 1º settembre: Manchester > Manchester – 207 km

| Pos. | Corridore         | Squadra    | Tempo    |
| ---- | ----------------- | ---------- | -------- |
| 1    | Stefano Zanini    | Quick Step | 5h01'23" |
| 2    | Kevin Van Impe    | Lotto-Domo | s.t.     |
| 3    | Alejandro Borrajo | Panaria    | s.t.     |

| Pos. | Corridore         | Squadra    | Tempo    |
| ---- | ----------------- | ---------- | -------- |
| 1    | Stefano Zanini    | Quick Step | 5h01'13" |
| 2    | Kevin Van Impe    | Lotto-Domo | a 4"     |
| 3    | Alejandro Borrajo | Panaria    | a 6"     |

### 2ª tappa
- 2 settembre: Leeds > Sheffield – 172 km

| Pos. | Corridore        | Squadra           | Tempo    |
| ---- | ---------------- | ----------------- | -------- |
| 1    | Mauricio Ardila  | Chocolade Jacques | 4h26'26" |
| 2    | Nick Nuyens      | Quick Step        | a 1"     |
| 3    | Paolo Savoldelli | T-Mobile          | s.t.     |

| Pos. | Corridore       | Squadra           | Tempo    |
| ---- | --------------- | ----------------- | -------- |
| 1    | Mauricio Ardila | Chocolade Jacques | 9h27'39" |
| 2    | Nick Nuyens     | Quick Step        | a 5"     |
| 3    | Eric Leblacher  | Crédit Agricole   | s.t.     |

### 3ª tappa
- 3 settembre: Bakewell > Nottingham – 192 km

| Pos. | Corridore     | Squadra         | Tempo    |
| ---- | ------------- | --------------- | -------- |
| 1    | Tom Boonen    | Quick Step      | 4h30'55" |
| 2    | Paride Grillo | Panaria         | s.t.     |
| 3    | Julian Dean   | Crédit Agricole | s.t.     |

| Pos. | Corridore       | Squadra           | Tempo     |
| ---- | --------------- | ----------------- | --------- |
| 1    | Mauricio Ardila | Chocolade Jacques | 13h58'39" |
| 2    | Eric Leblacher  | Crédit Agricole   | s.t.      |
| 3    | Nick Nuyens     | Quick Step        | a 5"      |

### 4ª tappa
- 4 settembre: Newport > Newport – 160 km

| Pos. | Corridore       | Squadra           | Tempo    |
| ---- | --------------- | ----------------- | -------- |
| 1    | Mauricio Ardila | Chocolade Jacques | 3h32'37" |
| 2    | Daniel Moreno   | Relax-Bodysol     | s.t.     |
| 3    | Michele Bartoli | CSC               | a 3"     |

| Pos. | Corridore       | Squadra           | Tempo     |
| ---- | --------------- | ----------------- | --------- |
| 1    | Mauricio Ardila | Chocolade Jacques | 17h31'06" |
| 2    | Nick Nuyens     | Quick Step        | a 17"     |
| 3    | Eric Leblacher  | Crédit Agricole   | a 18"     |

### 5ª tappa
- 5 settembre: Londra > Londra – 72,5 km

| Pos. | Corridore     | Squadra         | Tempo    |
| ---- | ------------- | --------------- | -------- |
| 1    | Enrico Degano | Barloworld      | 1h27'30" |
| 2    | Julian Dean   | Crédit Agricole | s.t.     |
| 3    | Kirk O'Bee    | Navigators      | s.t.     |

| Pos. | Corridore       | Squadra           | Tempo     |
| ---- | --------------- | ----------------- | --------- |
| 1    | Mauricio Ardila | Chocolade Jacques | 18h58'36" |
| 2    | Julian Dean     | Crédit Agricole   | a 12"     |
| 3    | Nick Nuyens     | Quick Step        | a 17"     |

## Classifiche finali

### Classifica generale
| Pos. | Corridore               | Squadra                          | Tempo     |
| ---- | ----------------------- | -------------------------------- | --------- |
| 1    | Mauricio Ardila         | Chocolade Jacques-Wincor Nixdorf | 18h58'36" |
| 2    | Julian Dean             | Crédit Agricole                  | a 12"     |
| 3    | Nick Nuyens             | Quick Step                       | a 17"     |
| 4    | Eric Leblacher          | Crédit Agricole                  | a 18"     |
| 5    | Daniel Moreno           | Relax-Bodysol                    | a 19"     |
| 6    | Paolo Savoldelli        | T-Mobile                         | a 20"     |
| 7    | Michele Bartoli         | Team CSC                         | a 24"     |
| 8    | José Luis Rubiera Vigil | US Postal Service                | s.t.      |
| 9    | Kevin Van Impe          | Lotto-Domo                       | a 27"     |
| 10   | Christopher Baldwin     | Navigators                       | s.t.      |